# Augicourt
Augicourt är en kommun i departementet Haute-Saône i regionen Bourgogne-Franche-Comté i östra Frankrike. Kommunen ligger i kantonen Combeaufontaine som tillhör arrondissementet Vesoul. År 2022 hade Augicourt 171 invånare.

## Befolkningsutveckling
Antalet invånare i kommunen Augicourt
| Referens: INSEE |